# Monk Montgomery
Monk Montgomery fue un bajista de jazz estadounidense, hermano del guitarrista Wes Montgomery y del pianista y vibrafonista Buddy Montgomery.

## Biografía
Nacido en Indianápolis, Indiana, en una familia de músicos (era el hermano mayor del guitarrista Wes Montgomery y del pianista y vibrafonista Buddy Montgomery, con quienes editó varios discos bajo el nombre de Montgomery Brothers), la carrera profesional de Monk no comenzó hasta principios de la década de los 50, cuando el músico contaba ya con 30 años. En 1951 ingresó en la Orquesta de Lionel Hampton sustituyendo a Roy Johnson, y ahí permanecería hasta 1953. De 1955 a 1956 trabajó con el Montgomery-Johnson Quintet en Indianápolis, junto a sus dos hermanos, el saxofonista Alonzo Johnson y el baterista Robert Johnson, período tras el que se traslada a Seattle junto con su hermano Budd para formar The Mastersounds, un cuarteto que alcanzó cierta popularidad a finales de la década.
Ya en la década de los 60, Monk se dedicó al trabajo de sesión, colaborando ocasionalmente con sus hermanos y -más regularmente- con el vibrafonista Cal Tjader. En 1970 se estableció definitivamente en Las Vegas, donde una mantuvo una sólidad actividad en los círculos locales de jazz hasta su muerte, que tuvo lugar el 20 de mayo de 1982 a consecuencia de cáncer de huesos.

## Valoración
Con independencia de sus cualidades artísticas, Monk Montgomery ha pasado a la historia sobre todo por ser el primer bajista de cierta relevancia en usar un ejemplar de bajo eléctrico en público, cosa que hizo en 1951 durante su estancia en la Orquesta de Lionel Hampton. Montgomery exhibió uno de los primeros ejemplares del nuevo Precision bass, construido por propio Leo Fender y que éste había regalado a Hampton con la condición de que lo mostrase en público en sus conciertos y diese su número de teléfono personal a todo aquel que se mostrase interesado por el nuevo invento. Monk adoptó el nuevo instrumento con una cierta resignación inicial, pero durante el resto de su vida reclamó para sí el título de Primer bajista eléctrico de la historia.
En cuanto a la técnica empleada en el nuevo instrumento, Montgomery aplicó la misma técnica de ejecución que usaba en el en contrabajo, pellizcando las cuerdas con un solo dedo de la mano derecha.

## Discografía

### En solitario
- It's Never Too Late, Chisa Records, Inc (1969)
- Bass Odyssey, Chisa Records, Inc. (1971)
- Reality, Philadelphia International Records (1974)
- Reality / Bump De Bump, Philadelphia International Records (1974)

### Como Sideman
- Jazz Showcase, World Pacific (1957)
- Groove Yard, Riverside Records (1961
- Easy Groove, Bock To Bock, Baubles,..., Liberty, Pacific Jazz Records (1966)
- A Portrait Of Wes Montgomery, World Pacific Jazz (1968)
- This Rather Than That, Impulse! (1969)
- Reconstruction, Chisa Records (1970)
- Bill Cosby Presents Badfoot Brown And The Bunions Bradford Funeral Marching Band, Sussex (1972)
- The Young Rabbits, Blue Note (1975)
- Ellington Is Forever, Volume Two - In A Mellow Tone, Prel.., Fantasy (1977)
- Jazz: The 50's Volume II - Bock To Bock, Pacific Jazz Records (1978)
- The Young Rabbits, Blue Note (1979)
- The Alternative Wes Montgomery - Bock To Bock (Take 1),..., Milestone Records (1982)
- The Art Farmer Septet, Prestige (1983)
- George Shearing And The Montgomery Brothers, Original Jazz Classics, JAZZLAND (1989)
- Groove Yard, Original Jazz Classics, Riverside Records (1994)
- Essentiel Jazz - Electric Jazz - Sippin' And Tippin', Columbia (1995
- Blue Pacific Funk - Wailin' On The West Coast - Montgomeryland Funk, Blue Note (1998)
- Jazzland Original Jazz Classics Sampler - Love Walked In, Jazzland (2002)